# Asmaa Eddahar
Asmaa Eddahar, née le 10 mai 1969, est une lutteuse marocaine. 

## Carrière
Évoluant dans la catégorie des moins de 62 kg, elle est médaillée d'or aux championnats d'Afrique 1997 et aux championnats d'Afrique 1998, médaillée d'argent aux championnats d'Afrique 2000 et médaillée de bronze aux championnats d'Afrique 2001. 